# Rune Herregodts
Rune Herregodts (Aalst, 27 juli 1998) is een Belgisch weg- en baanwielrenner.  

## Carrière
Herregodts zette in 2019 als debutant enkele knappe resultaten neer in het baanwielrennen. Zo veroverde hij niet enkel de Belgische titel op de individuele achtervolging, hij werd ook 6de op de Europese kampioenschappen baanwielrennen in Apeldoorn.  
Zijn focus ligt echter voornamelijk bij het wegwielrennen. Bij de jeugd kwam hij achtereenvolgens uit bij Van Moer Logistics Cycling Team, Illi-Bikes Wolf, Lotto Soudal U 23 en Home- Solution - Experza - Filou. Uitschieters waren de Belgische titel in het ploegentijdrijden voor junioren (2016), Oost Vlaams kampioen tijdrijden beloften (2017) en Parijs-Tours voor beloften (2020).  
Per 1 januari 2021 werd Herregodts profrenner bij Sport- Vlaanderen Baloise. Tijdens zijn eerste profseizoen liet hij zich direct opmerken door een mooie 4de plaats te behalen in de tijdrit van de Ronde van België. Deze sterke prestatie leverde hem een selectie op voor het Europees Kampioenschap tijdrijden in Trente. Daar verdedigde hij samen met Remco Evenepoel de Belgische kleuren. Ondanks een gebroken rib behaalde Herregodts de 13de plaats in een ijzersterk deelnemersveld. Herregodts sloot zijn eerste seizoen als profrenner af met een klinkende overwinning in de ronde van Drenthe. Na een vroege aanval kwam hij solo aan in de straten van Drenthe.  

## Belangrijkste resultaten

### Baanwielrennen
| Jaar      | BK            | EK        | WK        | Olympische Spelen | Overig    |
| Als elite | Als elite     | Als elite | Als elite | Als elite         | Als elite |
| --------- | ------------- | --------- | --------- | ----------------- | --------- |
| 2019      | achtervolging |           |           |                   |           |

### Wegwielrennen
2020
Parijs-Tours, beloften
2021
Ronde van Drenthe
2022
1e etappe Ruta del Sol
1e etappe Ronde van Tsjechië
2024
1e etappe (ITT) ZLM Tour
Eindklassement ZLM Tour

#### Resultaten in voornaamste wedstrijden
| Jaar | Ronde van Italië | Ronde van Frankrijk | Ronde van Spanje |
| ---- | ---------------- | ------------------- | ---------------- |
| 2021 |                  |                     |                  |
| 2022 |                  |                     |                  |
| 2023 |                  |                     | opgave           |

| Jaar | Amstel Gold Race | Luik-Bast.‑Luik | Waalse Pijl | Strade Bianche | Omloop Het Nieuwsblad |  | Wereldranglijsten |
| ---- | ---------------- | --------------- | ----------- | -------------- | --------------------- |  | ----------------- |
| 2021 | 117e             | 126e            | 108e        |                |                       |  | 161e (UWT)        |
| 2022 |                  |                 | opgave      |                |                       |  | 325e (UWT)        |
| 2023 |                  |                 |             | opgave         | opgave                |  | 319e (UWT)        |
| 2024 |                  |                 |             |                |                       |  | 351e (UWT)        |
| 2025 |                  |                 |             |                | 101e                  |  |                   |

#### Resultaten in kleinere rondes
| Jaar | Tour Down Under | UAE Tour | Tirreno-Adriatico | Ronde van Catalonië | Ronde van Romandië | Critérium du Dauphiné | Ronde van Polen | Ronde van Guangxi |
| ---- | --------------- | -------- | ----------------- | ------------------- | ------------------ | --------------------- | --------------- | ----------------- |
| 2023 |                 |          |                   | 126e                |                    | opgave                | 82e             | 78e               |
| 2024 |                 |          | opgave            |                     | opgave             |                       | opgave          | 19e               |
| 2025 | 117e            | 48e      |                   |                     |                    |                       |                 |                   |

## Ploegen
- 2022 –  Sport Vlaanderen-Baloise
- 2023 –  Intermarché-Circus-Wanty
- 2024 –  Intermarché-Wanty
- 2025 –  UAE Team Emirates

Apers · Berckmoes · Bonneu · Braet · Colman · 
De Pestel · De Vylder · De Wilde · Dens · 
Fretin · Ghys · Herregodts · Hesters · Marit · Mertens · Reynders · Van Poucke · Van Rooy · Vanhoof · Verwilst · Weemaes
Bonifazio · Bystrøm · Calmejane · Costa · De Gendt · De Pooter · Girmay · Goossens · Herregodts · Huys · Johansen · Marit · Meintjes · Mihkels · Page · Paquot · Petilli · Petit · Planckaert · Rex · Rota · Smith · Taaramäe · Teunissen · Thijssen · van der Hoorn · van Poppel · Vliegen · Zimmermann
Braet · Busatto · Calmejane · Colleoni · De Pooter · Faure Prost · Girmay · Goossens · Herregodts · Kuypers(vanaf 4/4) · Marit · Meintjes · Mihkels · Page · Paquot · Petilli · Petit · Planckaert · Rex · Rota · Smith · Taaramäe · Teunissen · Thijssen · van der Hoorn · Van Hoecke · van Poppel · van Sintmaartensdijk · Zimmermann · Dolven(stagiair)